# Angus Groom
Angus Groom (Glasgow, 16 de junho de 1992) é um remador britânico, medalhista olímpico.

## Carreira
Groom conquistou a medalha de prata nos Jogos Olímpicos de Verão de 2020 em Tóquio com a equipe da Grã-Bretanha no skiff quádruplo masculino, ao lado de Harry Leask, Tom Barras e Jack Beaumont, com o tempo de 5:33.75.